# فولفغانغ إيشنغر
فولفغانغ فريدريش إيشنغر (بالألمانية: Wolfgang Friedrich Ischinger) (من مواليد 6 أبريل 1946) هو دبلوماسي ألماني شغل منصب رئيس مؤتمر ميونيخ للأمن من عام 2008 إلى عام 2022.
من عام 2001 إلى عام 2006، كان إيشنغر سفيرًا لألمانيا لدى الولايات المتحدة، ومن عام 1998 إلى عام 2001، كان نائب وزير الخارجية في برلين. شغل منصب سفير ألمانيا لدى المملكة المتحدة من عام 2006 إلى مايو 2008. كما شغل منصب الرئيس العالمي للعلاقات الحكومية لشركة أليانز من مارس 2008 حتى ديسمبر 2014. وهو عضو في المجلس الإشرافي لشركة أليانز ألمانيا، في المجلس الاستشاري الأوروبي لإنفستكورب (لندن/نيويورك) وفي مجلس إدارة معهد ستوكهولم الدولي لأبحاث السلام. وقد وُصِف بأنه "الدبلوماسي السابق الأكثر ارتباطًا في ألمانيا".